# Harald Naegeli
 (juillet 2023).
Si vous disposez d'ouvrages ou d'articles de référence ou si vous connaissez des sites web de qualité traitant du thème abordé ici, merci de compléter l'article en donnant les références utiles à sa vérifiabilité et en les liant à la section « Notes et références ».
Harald Oskar Naegeli, né le 4 décembre 1939 à Zurich, est un artiste contemporain connu à la fin des années 1970 sous le nom de « Sprayer von Zurich ». Il vit et travaille à Düsseldorf.

## Biographie
Il se met au graffiti après avoir vu à Paris le travail de Gérard Zlotykamien[citation nécessaire]. Ses graffitis appliqués sur les murs les plus divers sont provocateurs. L'identité de Naegeli reste longtemps inconnue car il agit de nuit, avec grande discrétion. Il est arrêté lorsque, ayant perdu ses lunettes, il revient les chercher.
En 1980, Naegeli est condamné par le tribunal de Zurich à une forte amende et à neuf mois de prison pour vandalisme répété, une peine pour l'exemple, comme le rapporte le journaliste de la WDR Hubert Maessen (de) qui suit le procès. Pour échapper à cette peine, l'artiste fuit en Allemagne ; un mandat d'arrêt international est émis.

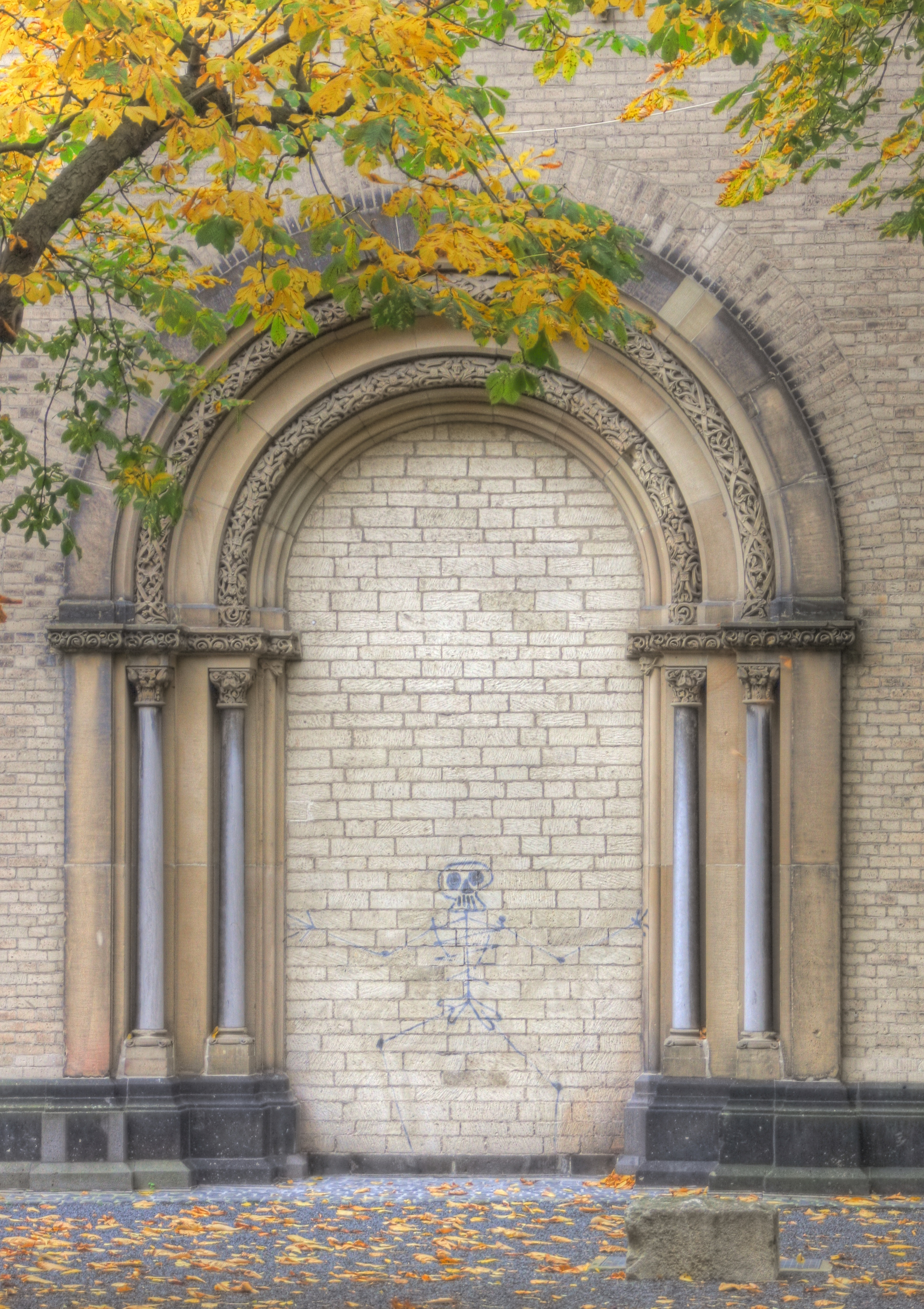
Kölner Totentanz, Église Sainte-Cécile (Cologne).

Il trouve d'abord refuge à Cologne chez la rédactrice Marianne Lienau, sans que celle-ci ne soit informée de sa fuite. Le travail du Sprayeur de Zurich vaut à l'artiste une certaine célébrité dans la presse spécialisée allemande. Dans la ville de Rhénanie-du-Nord-Westphalie, Naegeli dessine le Kölner Totentanz ("La Danse des morts de Cologne") que Maessen photographie et publie pour une exposition en 1982. Par la suite, Maessen l'aide à s'installer à Düsseldorf et lui fait connaître Joseph Beuys.
Lors d'un contrôle à la frontière vers la Scandinavie, région d'origine de sa mère, Naegeli est arrêté au Danemark. Malgré les protestations, dont celles de Joseph Beuys et de Willy Brandt, il est emprisonné et extradé en Suisse ; il exécute sa peine en 1984. En prison, il travaille sur des céramiques et dessine ses figures, désobéissant aux ordres du centre de détention.
À sa sortie de prison, sans doute anticipée grâce au soutien de Beuys, il revient à Düsseldorf et se consacre pleinement au graffiti. Il développe des séries de dessins, d'abord les "particules", puis, en s'intéressant à la nature, les "peuples primitifs". Avec le compositeur viennois Karlheinz Essl junior, il développe des performances de graffitis de "particules".
Durant le premier semestre 1999, il présente à l'Université Eberhard Karl de Tübingen une série inédite de dessins réalisés de 1989 à 1999, puis en fait don à cette institution. Ces dessins montrent l'évolution des "peuples primitifs" vers l'utopie d'un espace cosmique.

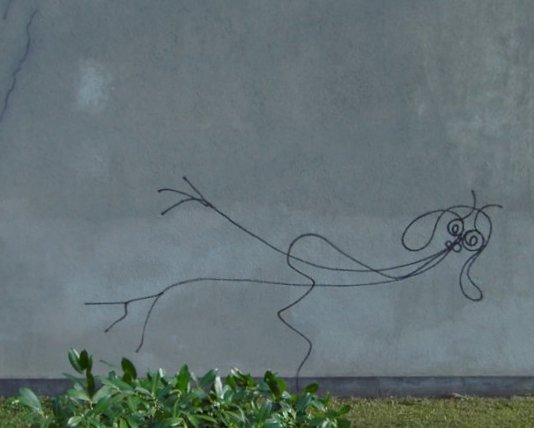
Ondine, Zurich, 1978

L'un de ses bonhommes allumettes, une "ondine", datant de l'époque de ses premiers graffitis, est retrouvé en 1995 sur un mur de l'Institut de physique de l'université de Zurich, restauré et conservé en 2004 par le canton de Zurich qui envisage de  réhabiliter l'artiste. D'autres graffitis retrouvés sont mis en valeur en 2009.